# Остерська сотня
Остерська (Острянська) сотня  — адміністративно-територіальна та військова одиниця доби Гетьманщини з центром у Острі.

## Історія
Сотня вперше згадана у кількості 100 козаків у «Реєстрі» Зборівського договору 16 жовтня 1649 року у складі Переяславського полку. Як бойова одиниця сформована щонайменше у 1648 році, позаяк відомо, що влітку 1648 року її сотником був Ларіон Бутко.
На короткий час, у 1650 році сотня стала основою новоствореного Остерського полку, який очолював Тимофій Носач.
Після Білоцерківського мирного договору, десь між 1651—1654 роками перейшла до Київського полку. Відомо також, що в часи Руїни сотню повертали на короткий час до Переяславського полку (1663-1667 рр.), далі сотня знову була у складі Київського полку аж до скасування полкового устрою на Лівобережній Україні у 1782 році.
Територія Остерської сотні була розділена між Остерським і Козелецьким повітами Київського намісництва.

## Сотенна старшина

### Список сотників Остерської сотні
| №  | Ім'я                            | Початок     | Завершення | Прим.                                                                                                  |
| -- | ------------------------------- | ----------- | ---------- | --- |
| 1  | Ларко Бутко                     | 1648        |            | |
| 2  | Яцько Кошин                     |             | 1649       | |
| 3  | Прокіп Горячка                  | січень 1649 |            | |
| 4  | Іван Лук'янович-Лиждвой         | 1650        |            | |
| 5  | Яким Градчаний                  |             | 1651       | |
| 6  | Іван Янко                       | 1653        | 1655       | |
| 7  | Сидір Велигорський              | 1655        |            | |
| 8  | Степан Лапа                     | 1655        |            | |
| 9  | Роман Таран                     | 1656        |            | |
| 10 | Іван Харкович                   |             | 1657       | |
| 11 | Роман Таран                     | 1657        |            | |
| 12 | Степан Лапа                     |             | 1658       | |
| 13 | Роман Таран                     | 1658        |            | |
| 14 | Іван Бутко                      | 1660        |            | |
| 15 | Степан Лапа                     |             | 1661       | |
| 16 | Сидір Карпенко                  | 1661        |            | |
| 17 | Сидір Велигорський              | 1661        |            | |
| 18 | Іван Дворецький                 | 1663        |            | наказний сотник — Богдан Смоловик (1662)                                                               |
| 19 | Іван Батіг                      | 1664        |            | |
| 20 | Ничипір Плоский                 |             | 1666       | |
| 21 | Григорій Іванович               | 1666        |            | |
| 22 | Іван Дворецький                 | 1666        |            | |
| 23 | Іван Янко                       | 1666        |            | |
| 24 | Ясько Святовець                 | 1668        |            | |
| 25 | Жученко Максим Степанович       |             | 1669       | |
| 26 | Василь Губа                     | 1669        |            | |
| 27 | Трохим Підтереб                 | 1670        |            | |
| 28 | Іван Дворецький                 | 1671        | 1677       | |
| 29 | Гнат Кизимовський (Проскуренко) | 1677        |            | |
| 30 | Прохір Шинкаренко               | 1678        |            | |
| 31 | Іван Дворецький                 | 1680        |            | |
| 32 | Прохір Шинкаренко               |             | 1682       | |
| 33 | Павло Дворецький                |             | 1682       | |
| 34 | Іван Дворецький                 | 1682        | 1684       | |
| 35 | Т. Я. Підтереб                  |             | 1688       | наказні сотники: Ясько Слюзко (1686); Іван Решетальський (1688)                                        |
| 34 | Іван Дворецький                 | 1689        | 1690       | |
| 35 | Федір Єлець                     | 1692        |            | |
| 36 | Василь Бобруйко                 | 1693        | 1696       | |
| 37 | Петро Кисіль                    | 1696        |            | |
| 38 | Василь Губа                     |             | 1698       | |
| 39 | Яків Шафран                     | 1698        | 1699       | |
| 40 | Василь Губа                     | 1699        |            | |
| 41 | Іван Лук'янович, Яків Шафран    | 1701        | 1707       | наказні сотники: Михайло Блажевський, Яків Вербицький (1704)                                           |
| 42 | Сергій Солонина                 | 1709        | 1727       | наказні сотники: Федір Дворецький (1710), Яків Слюзко (1727)                                           |
| 43 | Іван Сергійович Солонина        | 1727        | 1729       | |
| 44 | Михайло Солонина                | 1729        | 1757       | наказні сотники: Василь Цибульський (1731), Роман (1736), Гнат Вербицький (1740), Яків Смоловик (1740) |
| 45 | Іван Михайлович Солонина        | 1757        | 1773       | |
| 46 | Михайло Псел                    | 1773        | 1782       | |

### Список отаманів Остерської сотні
- Андрій Москаленко (? — 1649 — ?);
- Микола Плоцький (? — 1657 — ?);
- Василь Мартинович (? — 1660 — ?);
- Іван Кононович Закоблуцкевич (? — 1663—1666 — ?);
- Лазар Денисович (? — 1669 — ?);
- Григорій Донець (? — 1671 — ?);
- Гнат Проскурненко (? — 1672—1673);
- Лазар Денисович (1673—1676 — ?);
- Гнат Проскурненко (? — 1677 — ?);
- Герман Козлов (Козел) (? — 1680 — ?);
- Гнат Проскуренко (? — 1682 — ?);
- Іван Сідко (? — 1684—1686 — ?);
- Іван Конойович Закоблуцький (? — 1688 — ?);
- Іван Сідко (? — 1690—1691 — ?);
- Яків Вербицький (? — 1692 — ?);
- Петро Кисіль (? — 1692—1693 — ?);
- Іван Друцький (? — 1694—1695);
- Грицько Іванович (1695 — ?);
- Петро Нетяга (? — 1696 — ?);
- Марко Святовець (? — 1699);
- Андрій Комарницький (1699 — ?);
- Василь Щупака (? — 1701 — ?);
- Андрій Комарницький (? — 1704 — ?);
- Іван Друцький (? — 1709 — ?);
- Іван Опушний (? — 1710—1715);
- Юрій Харсек (? — 1715 — ?);
- Павло Тишкевич (? — 1727 — ?);
- Іван Петрович Дворецький (? — 1728—1746 — ?);
- Яків Красноперський (1746, нак.);
- Федір Масловський (? — 1749—1752);
- Ілля Росенський (1752—1779 — ?).

### Список писарів Остерської сотні
- Іван Красноперський (? — 1732);
- Яків Красноперський (1732—1745);
- Петро Карпович (1745—1746);
- Петро Кустовський (1746—1749 — ?);
- Іван Пенський (1762—1773);
- Олександр Федорович Горбачевський (1780—1782).

### Список осавулів Остерської сотні
- Петро Міщенко (1768—1779 — ?).

### Список хорунжих Остерської сотні
- Стефан Кузьменко (? — 1711 — ?);
- Яків Смоловик (? — 1746 — ?);
- Дем'ян Кононович, Іван Бондаревич (1770—1771);
- Федір Безпальчій (1771—1779 — ?);
- Іван Дем'янович Кононович (1780).

## Опис Остерської сотні (частковий)
За описом Київського намісництва 1781 року наявні наступні дані про два населені пункти та населення Остерської сотні напередодні ліквідації:
| Населені пункти                                           | Населені пункти                               | Дворян і шляхетства | Різночинців | Духовенства | Церковників | Греків | Хат              | Хат                   | Хат   | Хат                                        | Хат                                                           | Всього | Всього                             |
| Назва                                                     | Тип                                           | Дворян і шляхетства | Різночинців | Духовенства | Церковників | Греків | козаків виборних | козаків підпомічників | міщан | посполитих коронних, в тому числі рангових | посполитих власницьких, різночинських і козацьких підсусідків | хат    | за останньою 1764 року ревізії душ |
| --------------------------------------------------------- | --------------------------------------------- | ------------------- | ----------- | ----------- | ----------- | ------ | ---------------- | --------------------- | ----- | ------------------------------------------ | ------------------------------------------------------------- | ------ | ---------------------------------- |
| Відійшли до Козелецького повіту (Київського намісництва): |                                               |                     |             |             |             |        |                  |                       |       |                                            |                                                               |        |                                    |
| Кривицьке                                                 | сел.                                          | —                   | —           | —           | —           | —      | 5                | 2                     | —     | —                                          | —                                                             | 7      | —                                  |
| Бобруйки                                                  | с.                                            | —                   | 3           | 1           | 1           | —      | 31               | 41                    | —     | —                                          | 9                                                             | 81     | —                                  |
| Тарасів                                                   | сел.                                          | —                   | —           | —           | —           | —      | 1                | 4                     | —     | —                                          | 29                                                            | 34     | —                                  |
| Пушкарі                                                   | сел.                                          | —                   | —           | —           | —           | —      | 5                | 1                     | —     | —                                          | 7                                                             | 13     | —                                  |
| Гарбузин                                                  | сел.                                          | —                   | —           | —           | —           | —      | 11               | 3                     | —     | 2                                          | 12                                                            | 28     | —                                  |
| Єрків                                                     | сел.                                          | —                   | —           | —           | —           | —      | 23               | 23                    | —     | 7                                          | 2                                                             | 55     | —                                  |
| Корніїв                                                   | сел.                                          | —                   | 1           | —           | —           | —      | 18               | 2                     | —     | —                                          | 3                                                             | 23     | —                                  |
| Сираї                                                     | сел.                                          | 3                   | 3           | —           | —           | —      | 15               | 16                    | —     | —                                          | 15                                                            | 46     | —                                  |
| Карпоки                                                   | с.                                            | —                   | —           | 1           | 2           | —      | 2                | 16                    | —     | —                                          | 16                                                            | 34     | —                                  |
| Святе                                                     | сел.                                          | —                   | —           | —           | —           | —      | 33               | 28                    | —     | —                                          | 20                                                            | 81     | —                                  |
| Сокирин                                                   | сел.                                          | 1                   | 3           | —           | —           | —      | 9                | 14                    | —     | 2                                          | 13                                                            | 38     | —                                  |
| Полуянів                                                  | сел.                                          | 1                   | 1           | —           | —           | —      | 8                | 8                     | —     | —                                          | 10                                                            | 26     | —                                  |
| Горбачі                                                   | сел.                                          | —                   | —           | —           | —           | —      | 4                | 7                     | —     | —                                          | 4                                                             | 15     | —                                  |
| Шапіхи                                                    | сел.                                          | 1                   | —           | —           | —           | —      | —                | 1                     | —     | —                                          | 12                                                            | 13     | —                                  |
| Шолойки                                                   | сел.                                          | 1                   | —           | —           | —           | —      | 11               | —                     | —     | —                                          | 2                                                             | 13     | —                                  |
| близь Козельця козаків Пізних                             | хут.                                          | —                   | —           | —           | —           | —      | 4                | —                     | —     | —                                          | —                                                             | 4      | —                                  |
| Разом                                                     | Разом                                         | 7                   | 11          | 2           | 3           | —      | 180              | 166                   | —     | 11                                         | 154                                                           | 511    | 1315                               |
| Відійшли до Остерського повіту (Київського намісництва):  |                                               |                     |             |             |             |        |                  |                       |       |                                            |                                                               |        |                                    |
| Остер з передмістям Татарівщиною                          | м.                                            | 8                   | 19          | 5           | 5           | —      | 9                | 194                   | 104   | 26                                         | 46                                                            | 379    | —                                  |
| Дешки                                                     | сел.                                          | 1                   | —           | —           | —           | —      | —                | —                     | —     | —                                          | 22                                                            | 22     | —                                  |
| Бірки                                                     | с.                                            | 1                   | 1           | 1           | 1           | —      | 1                | 1                     | —     | 9                                          | 32                                                            | 43     | —                                  |
| Шидловська Гребля                                         | сел.                                          | —                   | —           | —           | —           | —      | —                | 2                     | —     | —                                          | 11                                                            | 13     | —                                  |
| Юскова Гребля                                             | с.                                            | —                   | —           | 1           | 1           | —      | 1                | —                     | —     | —                                          | 19                                                            | 20     | —                                  |
| Велика Гребля                                             | сел.                                          | —                   | —           | —           | —           | —      | —                | —                     | —     | 3                                          | 10                                                            | 13     | —                                  |
| Любечанинів                                               | сел.                                          | —                   | —           | —           | —           | —      | 9                | 6                     | —     | —                                          | 8                                                             | 23     | —                                  |
| Кошани                                                    | сел.                                          | 1                   | —           | —           | —           | —      | 2                | 6                     | —     | —                                          | 22                                                            | 30     | —                                  |
| Одинці                                                    | сел.                                          | —                   | —           | —           | —           | —      | 6                | 2                     | —     | 4                                          | 35                                                            | 47     | —                                  |
| Жадьки                                                    | сел.                                          | —                   | —           | —           | —           | —      | 10               | 4                     | —     | —                                          | 3                                                             | 17     | —                                  |
| Окунинів                                                  | сел.                                          | —                   | —           | —           | —           | —      | —                | —                     | —     | —                                          | 43                                                            | 43     | —                                  |
| Скритинѣ (Скрипчин?)                                      | сел.                                          | —                   | —           | —           | —           | —      | 3                | 2                     | —     | 1                                          | 9                                                             | 15     | —                                  |
| Омелянів                                                  | с.                                            | —                   | 1           | 1           | 1           | —      | 13               | 37                    | —     | —                                          | 18                                                            | 68     | —                                  |
| Соболівка                                                 | сел.                                          | —                   | —           | —           | —           | —      | —                | —                     | —     | —                                          | 29                                                            | 29     | —                                  |
| Літки                                                     | міс.                                          | —                   | —           | 2           | 1           | —      | —                | —                     | —     | —                                          | 186                                                           | 186    | —                                  |
| Рожни                                                     | сел.                                          | —                   | —           | —           | —           | —      | —                | —                     | —     | —                                          | 52                                                            | 52     | —                                  |
| Свиноїди                                                  | сел.                                          | —                   | —           | —           | —           | —      | —                | —                     | —     | —                                          | 18                                                            | 18     | —                                  |
| Літочки                                                   | сел.                                          | —                   | —           | —           | —           | —      | 10               | —                     | —     | —                                          | 18                                                            | 28     | —                                  |
| Крехаїв                                                   | с.                                            | —                   | —           | 1           | 1           | —      | —                | —                     | —     | —                                          | 118                                                           | 118    | —                                  |
| Євминка                                                   | с.                                            | —                   | —           | 3           | 2           | —      | 3                | 35                    | —     | —                                          | 168                                                           | 266    | —                                  |
| Євминська                                                 | сл.                                           | —                   | —           | —           | —           | —      | 1                | 4                     | —     | —                                          | 58                                                            | 63     | —                                  |
| Беремицьке                                                | сел.                                          | —                   | —           | —           | —           | —      | 5                | 5                     | —     | —                                          | —                                                             | 10     | —                                  |
| Вовча Гора                                                | сел.                                          | —                   | 1           | —           | —           | —      | 8                | 4                     | —     | 4                                          | 6                                                             | 22     | —                                  |
| Савин                                                     | сел.                                          | —                   | —           | —           | —           | —      | 13               | 7                     | —     | 33                                         | 12                                                            | 65     | —                                  |
| Булахів                                                   | с.                                            | —                   | 2           | 1           | 2           | —      | 51               | 90                    | —     | 8                                          | 13                                                            | 162    | —                                  |
| Слобідка Старогородська                                   | с.                                            | —                   | 1           | 1           | 1           | —      | 2                | 12                    | —     | 8                                          | 21                                                            | 43     | —                                  |
| Карпилівка                                                | с.                                            | —                   | —           | 1           | 2           | —      | 3                | 13                    | —     | —                                          | 64                                                            | 80     | —                                  |
| Лутава                                                    | сел.                                          | —                   | —           | —           | —           | —      | —                | —                     | —     | —                                          | 29                                                            | 29     | —                                  |
| Виповзів                                                  | с.                                            | —                   | —           | 1           | 1           | —      | —                | 5                     | —     | —                                          | 47                                                            | 52     | —                                  |
| Білики                                                    | сел.                                          | —                   | —           | —           | —           | —      | 16               | 2                     | —     | —                                          | 7                                                             | 25     | —                                  |
| Бабарики                                                  | сел.                                          | —                   | —           | —           | —           | —      | 6                | 5                     | —     | —                                          | 13                                                            | 24     | —                                  |
| Боденьки                                                  | с.                                            | —                   | —           | 1           | 2           | —      | —                | —                     | —     | —                                          | 55                                                            | 55     | —                                  |
| Жукин                                                     | с.                                            | —                   | —           | 1           | 2           | —      | —                | —                     | —     | —                                          | 60                                                            | 60     | —                                  |
| Воропаїв                                                  | сел.                                          | —                   | —           | —           | —           | —      | —                | —                     | —     | —                                          | 36                                                            | 36     | —                                  |
| Хотянівка                                                 | сел.                                          | —                   | —           | —           | —           | —      | —                | —                     | —     | —                                          | 15                                                            | 15     | —                                  |
| Осещина                                                   | сел.                                          | —                   | —           | —           | —           | —      | —                | —                     | —     | 23                                         | —                                                             | 23     | —                                  |
| Сваром'я                                                  | с.                                            | —                   | —           | 1           | 2           | —      | —                | —                     | —     | —                                          | 40                                                            | 40     | —                                  |
| Тарасовичі                                                | сел.                                          | —                   | —           | 2           | 2           | —      | —                | —                     | —     | —                                          | 46                                                            | 46     | —                                  |
| Чернин                                                    | с.                                            | —                   | —           | 1           | 2           | —      | —                | —                     | —     | —                                          | 61                                                            | 61     | —                                  |
| Новосілки                                                 | сел.                                          | —                   | —           | —           | —           | —      | —                | —                     | —     | —                                          | 31                                                            | 31     | —                                  |
| Ошитки                                                    | с.                                            | —                   | —           | 1           | 2           | —      | —                | —                     | —     | —                                          | 71                                                            | 71     | —                                  |
| Пархимів                                                  | с.                                            | —                   | —           | 1           | 2           | —      | 19               | 28                    | —     | 16                                         | 24                                                            | 87     | —                                  |
| Волевачі                                                  | сел.                                          | —                   | —           | —           | —           | —      | 14               | 34                    | —     | 8                                          | 1                                                             | 57     | —                                  |
| до міста Остер: 1. хутір Набільське                       | хут.                                          | —                   | —           | —           | —           | —      | 4                | 1                     | —     | —                                          | —                                                             | 5      | —                                  |
| 2. Пεрцѣ                                                  | хут.                                          | —                   | 1           | —           | —           | —      | —                | 4                     | —     | —                                          | —                                                             | 4      | —                                  |
| до селища Білики: 3. Жилин Млинок                         | хут.                                          | —                   | —           | —           | —           | —      | —                | —                     | —     | —                                          | 8                                                             | 8      | —                                  |
| до селища Бірки: 4. Романьки                              | хут.                                          | —                   | —           | —           | —           | —      | 5                | —                     | —     | —                                          | —                                                             | 5      | —                                  |
| 5. Крені                                                  | хут.                                          | —                   | —           | —           | —           | —      | —                | 6                     | —     | —                                          | 7                                                             | 13     | —                                  |
| 6. Упирі                                                  | хут.                                          | —                   | —           | —           | —           | —      | —                | —                     | —     | —                                          | 8                                                             | 8      | —                                  |
| 7. Крива Гребля                                           | хут.                                          | —                   | —           | —           | —           | —      | —                | —                     | —     | —                                          | 9                                                             | 9      | —                                  |
| до містечка Літки: 8. Гута                                | хут.                                          | —                   | —           | —           | —           | —      | —                | —                     | —     | —                                          | 5                                                             | 5      | —                                  |
| 9. Парня                                                  | хут.                                          | —                   | —           | —           | —           | —      | —                | —                     | —     | —                                          | 3                                                             | 3      | —                                  |
| до селища Хотянівка: 10. Києво-Печерської лаври           | хут.                                          | —                   | —           | —           | —           | —      | —                | —                     | —     | —                                          | 2                                                             | 2      | —                                  |
| до селища Осещина: 11. Евлаші                             | хут.                                          | —                   | —           | —           | —           | —      | —                | —                     | —     | —                                          | 1                                                             | 1      | —                                  |
| до села Сваром'я: 12. Сваром'я, він же Старосілля         | хут.                                          | —                   | —           | —           | —           | —      | —                | —                     | —     | —                                          | 5                                                             | 5      | —                                  |
| до села Чернин: 13. Ковпицький                            | хут.                                          | —                   | —           | —           | —           | —      | —                | —                     | —     | —                                          | 3                                                             | 3      | —                                  |
| Разом                                                     | Разом                                         | 11                  | 26          | 26          | 32          | —      | 214              | 509                   | 104   | 143                                        | 1628                                                          | 2598   | 7973                               |
| Всього у сотні Остерській (у неповному описі)             | Всього у сотні Остерській (у неповному описі) | 18                  | 37          | 28          | 35          | —      | 394              | 675                   | 104   | 154                                        | 1782                                                          | 3109   | 9288                               |